# Udo Vioff
Udo Vioff (Detmold, 6 gennaio 1932 – Monaco di Baviera, 18 febbraio 2018) è stato un attore tedesco.

## Filmografia
- Marianne de ma jeunesse (1955)
- Der eingebildete Doktor (1956)
- Die Laune des Verliebten (1956)
- Eurydice (1957)
- Leocadia (1958)
- César (1958)
- Des unbekannten Autors ungeschriebenes Stück (1961)
- Eine schöne Bescherung (1963)
- Einer unter ihnen (1963)
- Eine einträgliche Stelle (1966)
- Lichtschacht (1967)
- Die Mühle (1967)
- Der öffentliche Ankläger (1967)
- Siedlung Arkadien (1967)
- Liebesgeschichten (un episodio, 1967)
- Hosephine (1967)
- Carl Schurz (1968)
- Das imaginäre Leben des Straßenkehrers Auguste G (1968)
- Die Jubilarin (1968)
- Das Missverständliche im Leben des Herrn Knöbel (1968)
- Tod für bunte Laternen (1968)
- Der Idiot (1968)
- Tagebuch eines Frauenmörders (1969)
- Die mißbrauchten Liebesbriefe (1969)
- Christoph Kolumbus oder Die Entdeckung Amerikas (1969)
- Alle hatten sich abgewandt(1970)
- Alle hatten sich abgewandt (1970)
- Claus Graf Stauffenberg (1970)
- Millionen nach Maß (1970)
- Gesellschaft für Miss Wright (1970)
- Stückgut (1970)
- Paradies der alten Damen (1971)
- Hochzeitsreise (1971)
- Flucht - Der Fall Münzenberg (1971)
- Les aventures du capitaine Luckner (un episodio, 1971)
- Die Pueblo-Affaire (1972)
- Max Hölz. Ein deutsches Lehrstück (1972)
- Doppelspiel in Paris - Zeugenberichte aus dem gefährlichen Leben der Mathilde Carré (1972)
- Geliebter Mörder (1972)
- Agent aus der Retorte(1972)
- Auf Befehl erschossen - Die Brüder Sass, einst Berlins große Ganoven (1972)
- Peter Brown (un episodio, 1972)
- Gestern gelesen (un episodio, 1973)
- Du stirbst nicht allein - Ein deutscher Kriegspfarrer in Paris (1973)
- Graf Yoster gibt sich die Ehre (un episodio, 1974)
- Die letzten Ferien (1975)
- 6 Zimmer Sonnenseite (1975)
- Der Kommisar (quattro episodi, 1973-1976)
- Romeo und Julia (1976)
- Drei Wege zum See (1976)
- Das Blaue Palais (1976)
- Pariser Geschichten (un episodio, 1976)
- Die Fälle des Herrn Konstantin (due episodi, 1977)
- Der Anwalt (un episodio, 1977)
- Wallenstein (1978)
- Tochter des Schweigens (1978)
- Bellas Tod (1979)
- Leiche auf Urlaub (1981)
- Histoires de voyous (un episodio, 1981)
- Die Laurents (due episodi, 1981)
- Der Schützling (1981)
- Die Stunde des Löwen (1982)
- Georg Thomallas Geschichten (un episodio, 1982)
- Familien-Bande (1982)
- Die fünfte Jahreszeit (due episodi, 1982-1983)
- Wer raucht die letzte? (1983)
- Hanna von acht bis acht (1983)
- In der Sackgasse (1983)
- Die Zeiten ändern sich (1983)
- Plötzlich und unerwartet ... (1985)
- Un caso per due (un episodio, 1985)
- Detektivbüro Roth (un episodio, 1986)
- Die Krimistunde (tre episodi, 1982-1987)
- La clinica della Foresta Nera (un episodio, 1988)
- Captain James Cook (1988)
- Al di qua del paradiso (un episodio, 1989)
- Frederick Forsyth presents (un episodio, 1990)
- Die Männer vom K3 (un episodio, 1992)
- Geheimakte Lenz (1992)
- Eine Mörderin (1993)
- Faber l'invesitgatore (tre episodi, 1992-1994)

Tatort (sei episodi, 1974-1995)
- Schwarz greift ein (un episodio, 1995)
- Il commissario Köster (dodici episodi, 1980-1995)
- L'ispettore Derrick (sette episodi, 1979-1996)
- Für alle Fälle Stefanie (un episodio, 1997)